# Південний (зупинний пункт)
Південний — зупинний пункт Південної залізниці на лінії Харків — Мерефа, розташований у м. Південне Харківського району Харківської області. Створений у 1910 році. Належить до Харківської дирекції залізничних перевезень Південної залізниці.
Зупинний пункт знаходиться між зупинними пунктами Зелений Гай (1 км) та Комарівка (1 км). Найближчими станціями є Покотилівка (8 км) та Мерефа (7 км). До станції Харків-Пасажирський — 18 км
Зупиняються лише потяги приміського сполучення у напрямку Харкова, Мерефи, Лозової, Змієва та Краснограда

## Історія
Зупинний пункт було створено у 1910 році, що було пов'язано з виникненням у 1906 році селища Південний (нині міста), в якому проживали робітники та службовці Південної залізниці.
У 1914 році між Південним та Комарівкою, яка стала після цього станцією, було збудовано обгінну колію з тупиком на станції Комарівка.
У 1957 році Південний був електрифікований постійним струмом під час електрифікації лінії Харків — Мерефа та розпочалось курсування приміських електропоїздів
Після здобуття Україною незалежності обгінну колію між Південним та Комарівкою було демонтовано. Імовірно, це сталось між 1990 та 2006 роком, коли Комарівка стала зупинним пунктом.
Нині зупинний пункт приписано до станції Покотилівка.